# Austronymphes insularis
Austronymphes insularis is een insect uit de familie van de Nymphidae, die tot de orde netvleugeligen (Neuroptera) behoort. 
Austronymphes insularis is voor het eerst wetenschappelijk beschreven door Esben-Petersen in 1914.